# Cruzo'ob

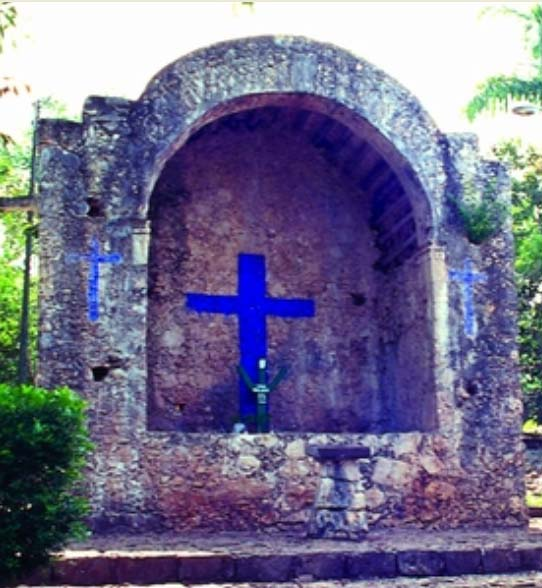
Cruz Parlante reconstruida en Felipe Carrillo Puerto, antes Noj Kaaj Santa Cruz.

Cruzo'ob es el nombre con el que se designó a un grupo de mayas insurrectos durante la Guerra de Castas que tuvo lugar en la península de Yucatán de 1847 a 1901. El término se conforma por la palabra cruz del idioma español y por el pluralizador o'ob del idioma maya.

## Marco histórico
La Guerra de Castas inició por un movimiento social en 1847, tres años más tarde, tomó un cariz religioso con la aparición de la Cruz Parlante. Según la versión de los yucatecos, le atribuían al soldado José María Barrera con la creación del culto de la cruz. Barrera desertó de las filas del gobierno yucateco para unirse a los mayas rebeldes. En 1850, en las inmediaciones de un cenote, Barrera formó tres cruces en un árbol, con ayuda de Manuel Nahuat, un maya con habilidades de ventriloquia, lograron convencer a sus compañeros del descubrimiento de una "cruz santa". En 1850 aparece la proclamación de Juan de la Cruz Puc, el cual fue un caudillo e intérprete de la cruz, así, la Santísima se convirtió en el símbolo supremo de los mayas rebeldes. Sus sermones y profecías están recogidos en el A'almaj T'aan que se considera como la Biblia entre los cruzo'ob. Los mayas rebeldes pensaban que a través de la cruz, Dios se comunicaba con ellos. 
Posteriormente se estableció la localidad de Noj Kaaj Santa Cruz Xbalam Naj Kampokolché Kaaj y el culto a la santísima Cruz (Cruz Parlante), convirtiéndose en la capital del Estado maya. 
El 23 de marzo de 1851, la comunidad fue atacada por el ejército yucateco bajo las órdenes del coronel Novelo, durante el asedio murió Manuel Nahuat, y el coronel se llevó las tres cruces. José María Barrera sobrevivió al ataque, nuevamente estableció el culto a la Cruz, la cual, a partir de entonces, se comunicó con los mayas solo por escrito. Barrera murió a finales de 1852, pero el culto se conservó y los seguidores de la Cruz Parlante se conocieron como cruzoob. Los rebeldes se organizaron en una teocracia militar semejante a los modelos prehispánicos.  El jefe superior era el Tata Chikiuc, el jefe político-religioso era el Nojoch Tata y el cuidador de la cruz era el Tata Polin. En contrapartida, los blancos fueron conocidos como dzulo'ob (dzul en singular). La fe Cruzo'ob comenzó como una religión sincrética entre el cristianismo y la espiritualidad maya. La fe se practica principalmente en el estado mexicano de Quintana Roo y en menor medida en el norte de Belice.